# Большая синагога (Амстердам)
Большая синагога (нидерл. Grote Sjoel, ивр. בית הכנסת הגדול‎) — синагога в Амстердаме, Нидерланды, которая в 1671—1943 годах служила главной синагогой ашкеназского канона еврейской общины Амстердама. Вместе с построенными в XVII—XVIII веках рядом с ней ещё тремя синагогами, здание с 1987 года используется в качестве выставочного пространства Еврейского исторического музея.

## История
Ашкеназская община в Амстердаме была основана в 1635 году, после массовой эмиграции евреев Восточной и Центральной Европы в Амстердам. Ранее в городе существовала только сефардская община, образовавшаяся ещё в период нахождения Нидерландов под властью Испании. Община росла быстро, и в 1670 году было принято решение о строительстве синагоги ашкеназского канона. В качестве архитектора был приглашён Элиас Боуман, который в тот же период создал проект Португальской синагоги. Его архитектурный стиль находился под влиянием Даниэля Сталпаэрта, создавшего много зданий в Амстердаме.
Здание синагоги было построено в форме практически правильного квадрата (16Х17 метров). Рядом были возведены два меньших здания, одно для размещения миквы, а второе для размещения офиса руководства общины и квартира габбая.
В центральном пространстве синагоги было установлено 4 мраморных столба для поддержания свода. Галерея опоясывала стены с трёх сторон, причём две из галерей служили для размещения женщин и их отделяла от основного пространства перегородка, а третья предназначалась, по-видимому, для мужчин. В синагоге было примерно 400 сидячих мест для мужчин и 350 мест для женщин.
Расходы на строительство синагоги составили 33 тысячи гульденов. 16 тысяч гульденов общине в виде ссуды выдал городской совет Амстердама. Остальные деньги были получены из пожертвований богатых купцов и от продажи мест в будущей синагоге.
Синагога была освящена в первый день праздника Песах, 25 марта 1671 года. То, что синагога была построена как великолепный архитектурный проект, выделяющийся на главной городской улице, было необычным для тогдашней Европы и служит подтверждением толерантности тогдашнего голландского общества.
Эта толерантность увеличила поток прибывающих еврейских эмигрантов из тех европейских стран, где евреи подвергались преследованиям. Из-за этого уже вскоре после завершения строительства синагога не могла вместить всех желающих. По этой причине вплотную к синагоге были построены ещё три молитвенных здания — Верхняя синагога (1685 год), Третья синагога (1700 год) и Новая синагога (1752 год). Центром комплекса оставалась первая, Большая, синагога. Имя уже не соответствовало действительности, так как Новая синагога была больше первой.
На протяжении веков своего существования синагога претерпела ряд перестроек и расширений. В 1776—1777 годах было расширено одно из пристроенных зданий, построены въездные ворота и вмонтированы окна в металлических рамах. Существующие сегодня главные врата были построены в 1822—1823 годах в стиле неоклассицизма. В 1855—1856 годах синагога была основательно отремонтирована и покрашена в синий цвет. В 1911—1913 годах был залит бетонный пол, построена галерея для хора и вставлены витражные окна в восточную стену здания.
Синагога являлась резиденцией Главного раввина Амстердама. Молитвы проводились по ашкеназскому канону, в сопровождении хазана, которому помогал хор.
В сентябре 1943 года во время Второй мировой войны синагога была закрыта по приказу немецких оккупантов. Во время голода зимы 1944—1945 галереи были сняты, чтобы использовать их в качестве дров.

## Синагогальный хор
На протяжении многих лет молитвы в синагоге сопровождались поддержкой хора. В 1916 году руководителем хора стал Генри Самуил Энгландер (1896—1943), под руководством которого хор завоевал мировую известность. Раввинат установил правила, регулирующие, кого можно допускать к участию в хоре. К примеру, известному оперному тенору Михаэлю Гувицу это не разрешалось, так как он выступал в опере в шаббат. Энгландер неоднократно выступал против такой позиции раввината. Хор насчитывал всего несколько участников, обычно восемь, но быстро завоевал известность. После выступления в Большой синагоге в присутствии нидерландского королевского семейства хор получил лестные отзывы королевы Вильгельмины. В 1928 году к хору пришла мировая известность после завоевания первого места на лондонском конкурсе хоров. Фирма звукозаписи «His Master’s Voice» решила записать хор, и в 1929 году вышла пластинка с восемью литургиями в исполнении хора и песнями на идише. В 1934 году служба в Большой синагоге в сопровождении хора передавалась в ходе специальной передачи американского (NBC) радио в честь праздника Рош Ха-Шана. Также сохранилась запись свадебного обряда, в котором хор сопровождал пение хазана. Все эти записи были изданы на компакт-дисках Еврейским историческим музеем.

## После Второй мировой войны
Еврейская община Амстердама была практически полностью уничтожена в ходе Холокоста. Уцелевшие евреи в большинстве эмигрировали в другие страны, а те, что остались в Амстердаме, поселились в других районах города. В 1954 году синагога была передана на баланс города. В 1966 году в синагоге был произведён качественный ремонт, вернувший ей облик 1822 года. В 1987 году был проведён капитальный ремонт всего комплекса, чтобы разместить в нём Еврейский исторический музей.
С 2004 года на первом этаже располагается постоянная экспозиция посвящённая иудаизму, а на галереях экспозиция посвящённая видным нидерландским евреям 1600—1890 годов. Иногда в здании проводятся концерты.